# Saint-Maixent-sur-Vie
Saint-Maixent-sur-Vie är en kommun i departementet Vendée i regionen Pays de la Loire i västra Frankrike. Kommunen ligger i kantonen Saint-Gilles-Croix-de-Vie som tillhör arrondissementet Les Sables-d'Olonne. År 2022 hade Saint-Maixent-sur-Vie 1 196 invånare.

## Befolkningsutveckling
Antalet invånare i kommunen Saint-Maixent-sur-Vie
| Referens: INSEE |